# Osteocondrodisplasia
Per osteocondrodisplasia si intende un disordine nello sviluppo (displasia) delle ossa (osteo) e della cartilagine (chondro).

## Eziopatogenesi
Si tratta di un processo necrotico-degenerativo riguardo a epifisi e apofisi, dovuto, possibilmente, a un insufficiente approvvigionamento di sangue, con conseguente morte del tessuto osseo.

## Clinica
Le due estremità subiscono un processo di crescita cartilaginea con mancanza di ossificazione, provocando lo schiacciamento e la deformità delle estremità.
Esempi di osteocondrodisplasia sono:
- Acondroplasia
- Sindrome di Maffucci
- Osteosclerosi